# Gusli

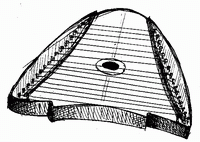
Szlemowidnje gusli (Шлемовидные гусли)

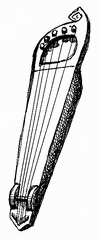
Gusli z oknem dla gry (Гусли с игровым окном)

Gusli (ros. гусли) jest rosyjskim ludowym instrumentem muzycznym z grupy chordofonów szarpanych. Nie powinien być mylony z gęślami.

## Budowa
Gusli ma postać płaskiego pudła rezonansowego w formie trapezu, którego boki często wygięte są do środka. Instrument posiada od 7 do 28 strun. Podczas gry gusli trzyma się pionowo na kolanach (dłuższy bok na dole). Prawą ręką szarpie się, podczas gdy lewą tłumi odpowiednie struny.
Gusli doczekało się także wielu form:
- forma skrzydła (Крыловидные гусли), w którym struny rozchodzą się promieniście;
- forma trapezu lub owalu (Шлемовидные гусли), w którym struny są równoległe;
- forma harfy (Гусли с игровым окном), z otworem w pudle rezonansowym w pobliżu kołków napinających struny, pozwalającym na szarpanie strun z tylnej strony instrumentu.

Pojawiły się także inne znaczne modyfikacje gusli - duże stojące na nogach, posiadające klawiaturę.

## Historia
Pierwsze wzmianki o gusli pochodzą z VI w. Wspominają o nim Teofilakt Symokatta i Teofanes.